# Rodolfo Halffter
Rodolfo Halffter Escriche (né à Madrid le 30 octobre 1900 et décédé à Mexico le 14 octobre 1987) est un compositeur espagnol naturalisé mexicain à la suite de son exil consécutif à la guerre civile espagnole.

## Biographie
Il est le premier membre d'une famille de musiciens espagnols, puisqu'il est le frère aîné du compositeur Ernesto Halffter et l'oncle de Cristóbal Halffter, également compositeur. Sa mère, Rosario Escriche Erradón, catalane, a initié ses enfants à la musique et les a incités à l'étudier.
En grande partie autodidacte, il fit partie du Grupo de los Ocho (Groupe des huit) ou Grupo de Madrid. Le musicien espagnol Adolfo Salazar (1890-1958) influença les jeunes compositeurs du groupe en leur faisant découvrir les artistes européens alors d'avant-garde tels Debussy, Schoenberg, Ravel, Bartók. C'est dans cette première partie de sa vie qu'il composa ses œuvres les plus importantes, tout en étant critique musical au quotidien madrilène La Voz et  secrétaire au ministère de la Propagande du gouvernement républicain.
Au Mexique, il fut professeur à Mexico au Conservatoire national de musique.
Halffter retourna en Espagne à de nombreuses occasions à partir de l'année 1963.

## Œuvres
- Canciones sobre Marinero en Tierra de Alberti.
- Don Lindo de Almería (1936).
- Dos sonatas de El Escorial (1930).
- Tres Epitafios, (pour la sépulture de  Don Quijote, Dulcinea et Sancho Panza).
- Concierto para violín y orquesta, opus 11 (1940).

## Musique de film
- La déesse agenouillée, 1947, réalisé par Roberto Gavaldón
- Los Olvidados, 1950 (de Luis Buñuel)

## Prix
- 1986 : Prix national de musique

## Sources
- (es) Cet article est partiellement ou en totalité issu de l’article de Wikipédia en espagnol intitulé « Ernesto Halffter » (voir la liste des auteurs).